# Michajlovka (Volgogradská oblast)
Michajlovka (rusky Миха́йловка) je město ve Volgogradské oblasti v Ruské federaci. Při sčítání lidu v roce 2010 měla bezmála šedesát tisíc obyvatel.

## Poloha
Michajlovka leží na řece Olym a u řeky Medvedicy, levého přítoku Donu. Od Volgogradu, správního střediska oblasti, je vzdálena přibližně 200 kilometrů severozápadně.

## Dějiny
První zmínka o Michajlovce je z roku 1762, kdy se jednalo o malou usedlost pojmenovanou Sebrjakovo (Себряко́во) podle zdejší rodiny. V devatenáctém století se jméno mění na Michajlovku, vesnice se rozšiřuje o okolní osídlení i železniční stanici.
Od roku 1934 byla Michajlovka sídlem městského typu a v roce 1948 se stala městem.

### Rodáci
- Alexander Vasiljevič Topčijev (1907–1962), petrochemik